# Arisaema vexillatum
Arisaema vexillatum là một loài thực vật có hoa trong họ Ráy (Araceae). Loài này được H.Hara & H.Ohashi mô tả khoa học đầu tiên năm 1973.